# У Бидуань
У Бидуа́нь (кит. упр. 伍必端, пиньинь Wǔ Bìduān, р. 1926 г.) — китайский художник XX века. По национальности хуэйцзу. Создал много знаковых работ, в том числе портрет отца-основателя Китая Мао Цзэдуна (в котором он использовал стиль традиционных китайских новогодних картин) и портрет Чжоу Эньлая (который вызвал отклик у публики после смерти премьера в 1976 году).

## Биография
Родился в сентябре 1926 года в городе Нанкине, провинция Цзянсу. В 1938 году из детского дома был отобран народным просветителем Тао Синчжи (кит. 陶行知 1881—1946 гг.) в школу для одарённых детей по профилю «художественное искусство», которое окончил в 1945 году. В возрасте пятнадцати лет в 1945 году создал свою первую гравюру «Кровавая ненависть» (кит.血的仇恨), посвящённую обличению преступлений японских империалистов по отношению к невинным детям Китая. Эта работа была опубликована в газете «Синьхуажибао» (кит. 新华日报).
В 1946 году отправился в контролируемый коммунистами Шаньси-Хэбэй-Чахарский освобождённый район и поступил на факультет изобразительных искусств Объединённого северокитайского университета. После окончания учебы в 1948 году У Бидуань участвовал в освобождении от гоминьдановцев городов Шицзячжуан, Тайюань и Тяньцзинь. Вёл агитационную работу и создавал множество политических маньхуа.
В 1948 году вместе с НОАК вошёл в Тяньцзинь, где стал художественным редактором «Тяньцзинь хуабао» (кит. 天津画报). В 1950 году преподавал в Центральном художественном институте Центральной академии изящных искусств.
В 1956 году отправился в СССР, где проходил курсы повышения квалификации в Санкт-Петербургском государственном институте живописи, скульптуры и архитектуры имени И. Е. Репина. У Бидуаню выпала возможность перенимать опыт, осматривать и изучать мастерские многих мастеров, занимаясь написанием произведений, повышать свою квалификацию. Благодаря кураторству мастеров, особенно таких выдающихся и в то же время имеющих свой собственный стиль, любящих китайскую культуру, уважающих китайские традиции в искусстве, призывающих студентов смелее вырабатывать «китайский стиль», выпускные работы казались более живыми.
После окончания учёбы и возвращения в Китай в 1959 году он продолжал преподавать в отделе печатной графики Центральной академии художеств, а затем занимал должность директора отдела печатной продукции.
В 1951 году У Бидуань поехал в Корею в качестве репортера, чтобы запечатлеть события Корейской войны. Позже выпускал заметки и очерки о боевых событиях.